# 科洛西夫卡 (奧夫魯奇區)
51°17′16″N 28°51′34″E / 51.28778°N 28.85944°E
科洛西夫卡（烏克蘭語：Колосівка），是烏克蘭北部的村莊，隸屬日托米爾州的科羅斯滕區。該村面積0.52平方公里，海拔高度142米，2001年人口141，人口密度每平方公里269.08人。